# Vevey
Vevey er en by i det vestlige Schweiz med 19.891 (2018) indbyggere. Byen ligger i Vaud, ved bredden af Genevesøen.
Nestlé, verdens største fødevareproducent, blev grundlagt i Vevey i 1867 og har stadig sit hovedkvarter i byen.
Charlie Chaplin levede de sidste mange år af sit liv i i byen. Han døde juledag 1977 i Vevey og blev begravet på kirkegården i Corsier-sur-Vevey, Vaud, Schweiz. 